# Natural History Museum
Het Natural History Museum is een natuurhistorisch museum in Londen. Samen met het Muséum national d'histoire naturelle in Frankrijk en het National Museum of Natural History (Smithsonian Institution) in Washington behoort het tot de musea met de grootste natuurhistorische collecties in de wereld.
Het is een van de drie grote musea op Exhibition Road in de wijk South Kensington; de andere zijn het Science Museum en het Victoria and Albert Museum. De voorzijde van het gebouw ligt echter op Cromwell Road.
In het museum zijn zo'n 80 miljoen exemplaren uit de biowetenschap en aardwetenschap te vinden, onderverdeeld in vijf hoofdcollecties: botanica, entomologie, mineralogie, paleontologie en zoölogie. Het museum is een centrum voor gespecialiseerd onderzoek in taxonomie, determinatie en natuurbescherming. Dankzij het lange bestaan van het instituut hebben veel van de collecties een grote historische en wetenschappelijke waarde; de specimens die door Charles Darwin werden verzameld zijn hiervan een voorbeeld. Het museum staat vooral bekend om zijn tentoonstellingen van dinosauriërgeraamten en zijn rijk versierde architectuur: sommigen noemen het een kathedraal vol natuur. Een goed voorbeeld hiervan was het enorme gegoten geraamte van een diplodocus in de gewelfde centrale hal, voor deze in 2017 werd vervangen door het geraamte van een blauwe vinvis aan het plafond. De bibliotheek van het Natural History Museum bevat een uitgebreide selectie boeken, logboeken, manuscripten, en kunstverzamelingen die te maken hebben met de onderzoeken van de wetenschappelijke afdelingen. De bibliotheek kan alleen op afspraak worden bezocht. Het museum wordt gezien als het wereldwijd centrum voor natuurlijke historie en onderzoek op verwante gebieden.
Hoewel het informeel al langer het Natural History Museum wordt genoemd, heette het museum tot 1992 officieel British Museum (Natural History), ondanks de juridische splitsing van het British Museum in 1963. Het museum kwam voort uit collecties van het British Museum. Het iconische Alfred Waterhousegebouw opende in 1881 en nam later het Geological Museum in zich op. Het Darwin Centre is een recentere toevoeging; dit centrum is deels ontworpen als moderne opslagfaciliteit voor de waardevolle collecties.
Net als andere door de overheid gefinancierde museums in het Verenigd Koninkrijk rekent het Natural History Museum geen toegangsprijs. Het museum is een onafhankelijke overheidsinstantie en wordt gesponsord door het overheidsministerie voor Cultuur, Media en Sport. De hertogin van Cambridge, is beschermvrouwe van het museum. Het museum heeft ongeveer 850 medewerkers.

## Geschiedenis

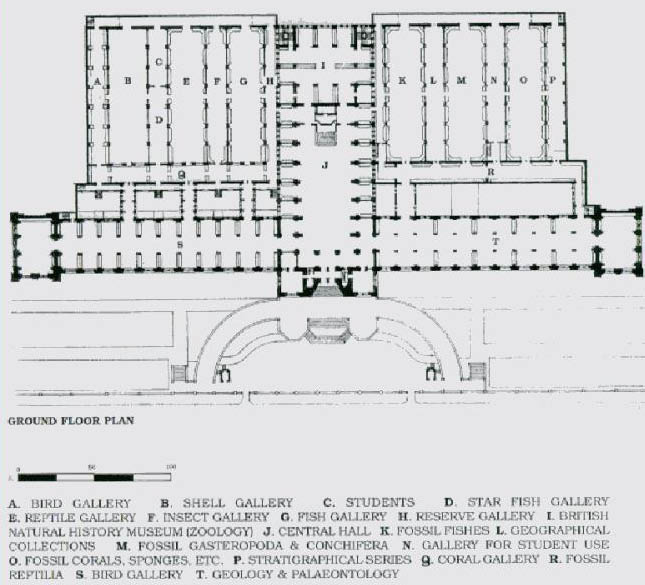
Een plattegrond uit 1881 waarin de oorspronkelijke indeling van het museum staat afgebeeld. (Link naar de huidige plattegronden).

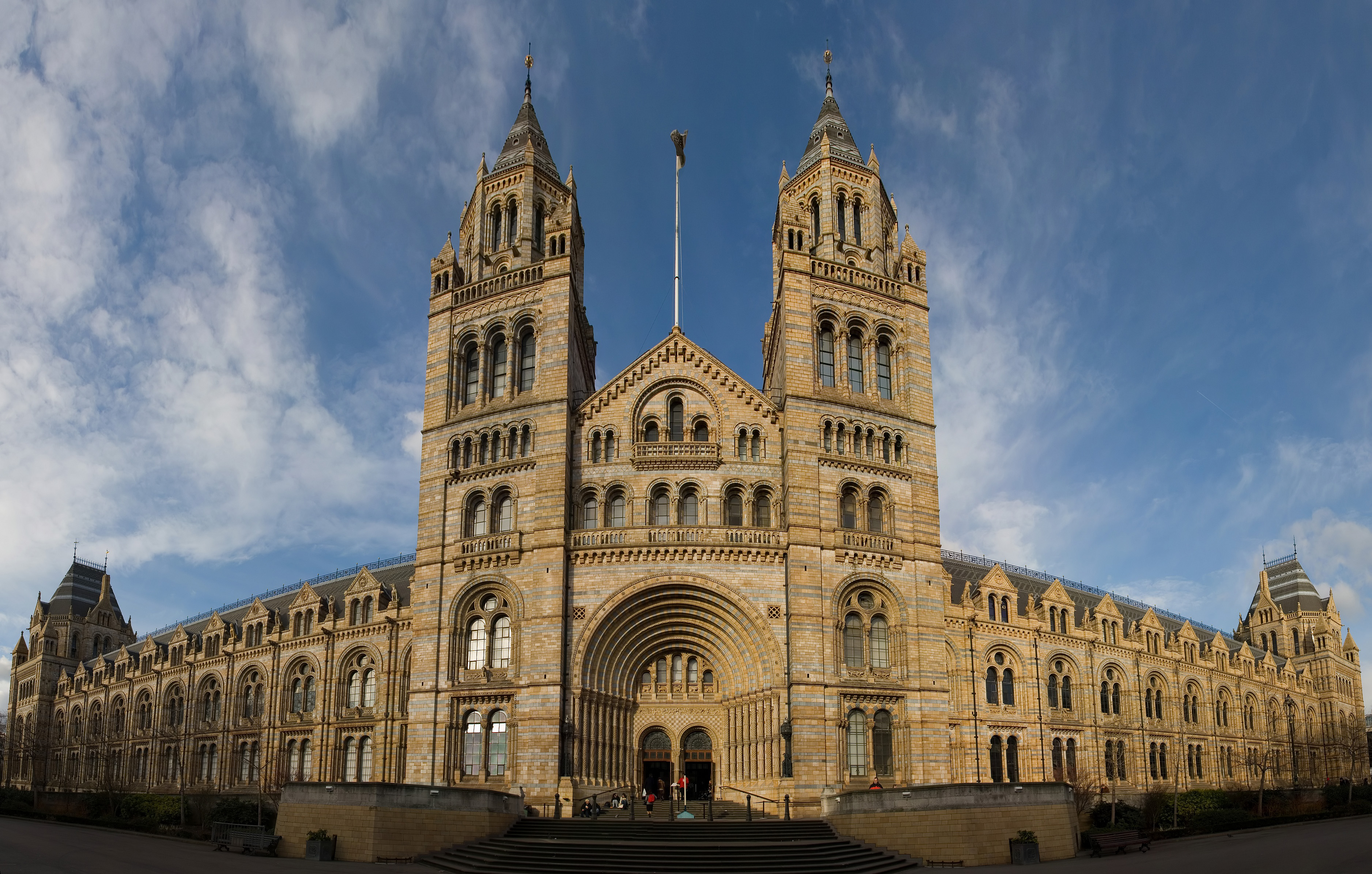
Het Natural History Museum heeft een rijk versierde terracotta voorgevel ontworpen door Gibbs and Canning Limited die typisch is voor de victoriaanse architectuur. Het gegoten terracotta symboliseert de huidige en vroegere diversiteit van de natuur.

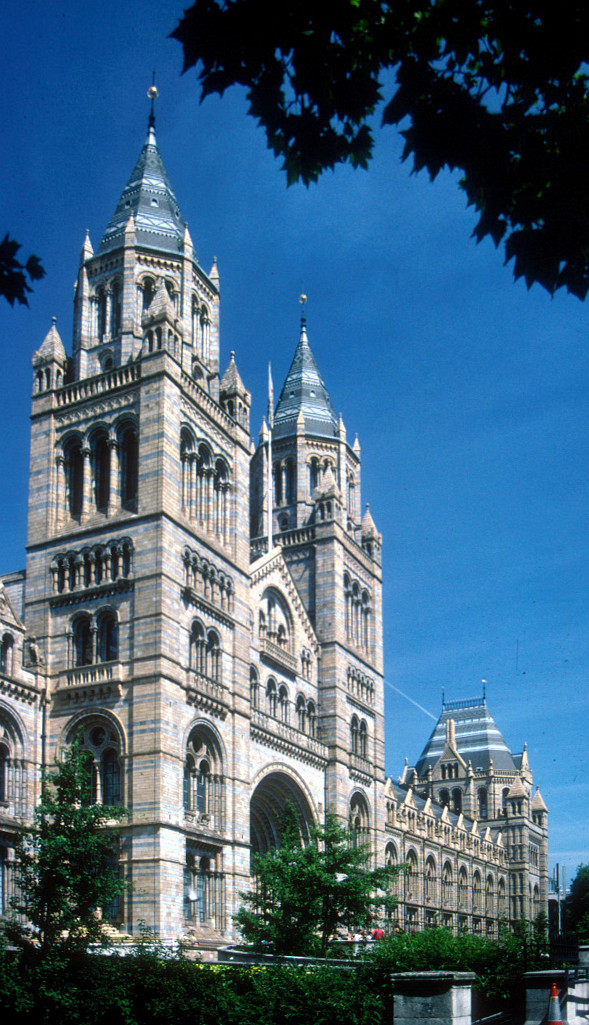
Natural History Museum

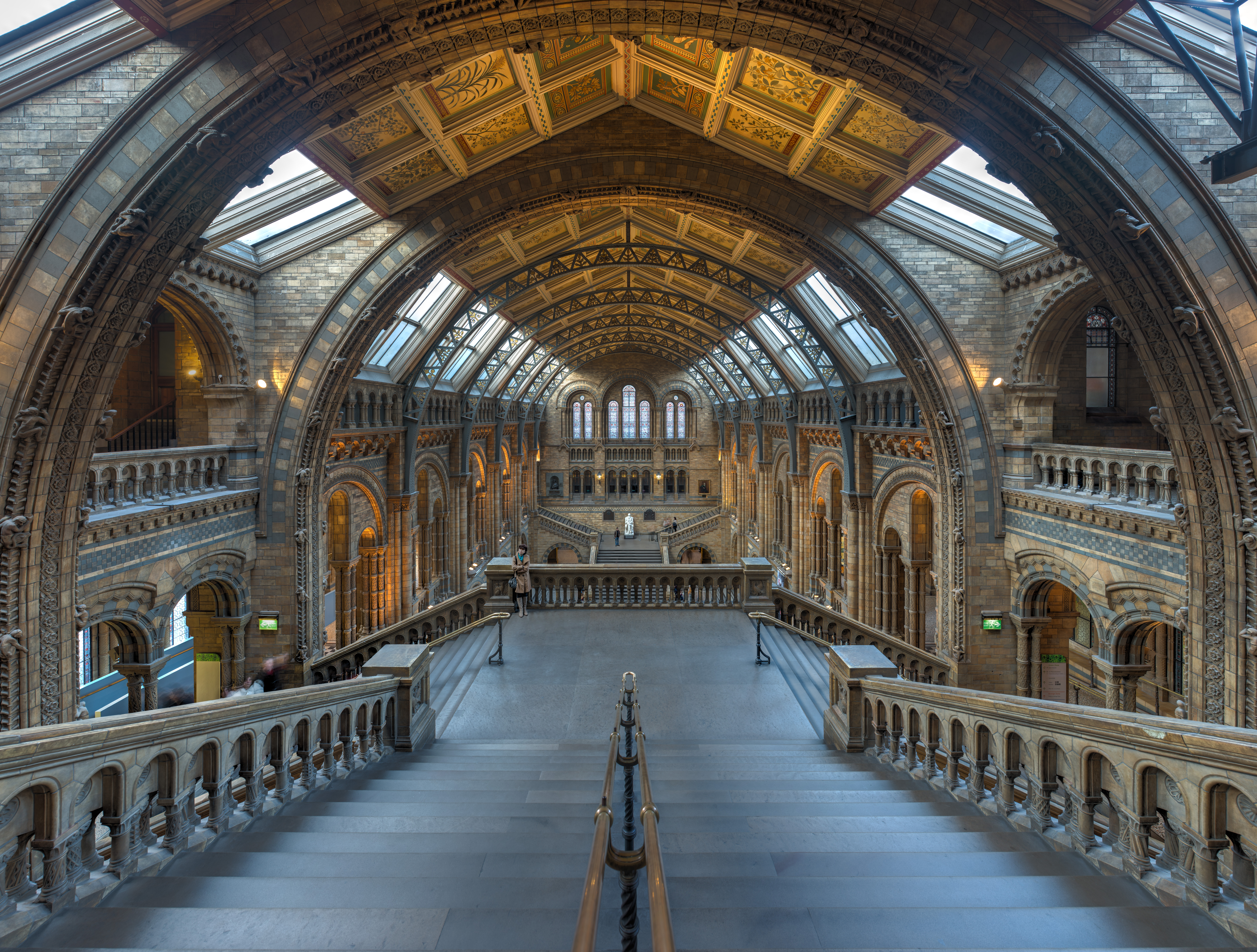
De centrale hal van het museum

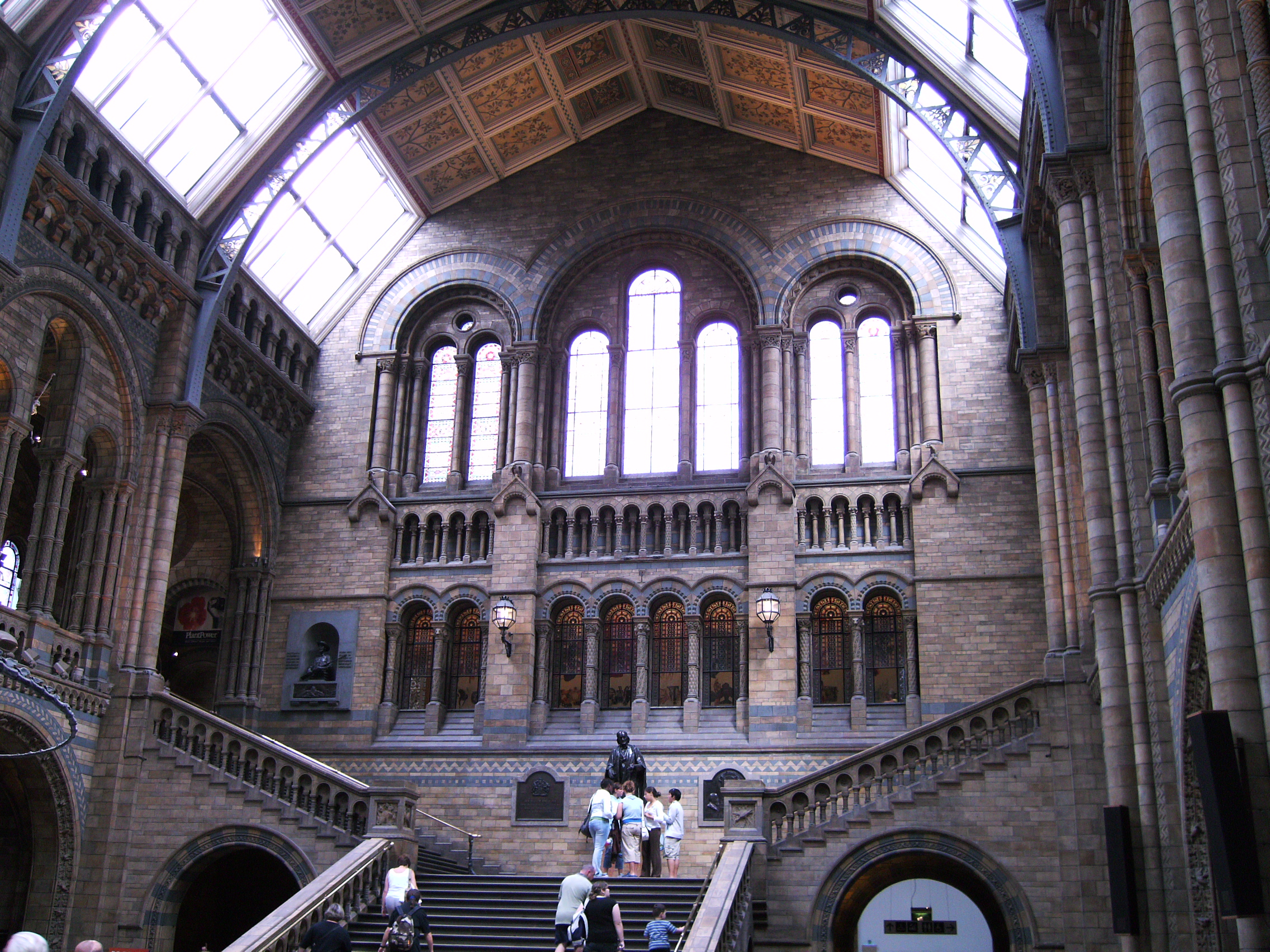
Trappen van de centrale hal

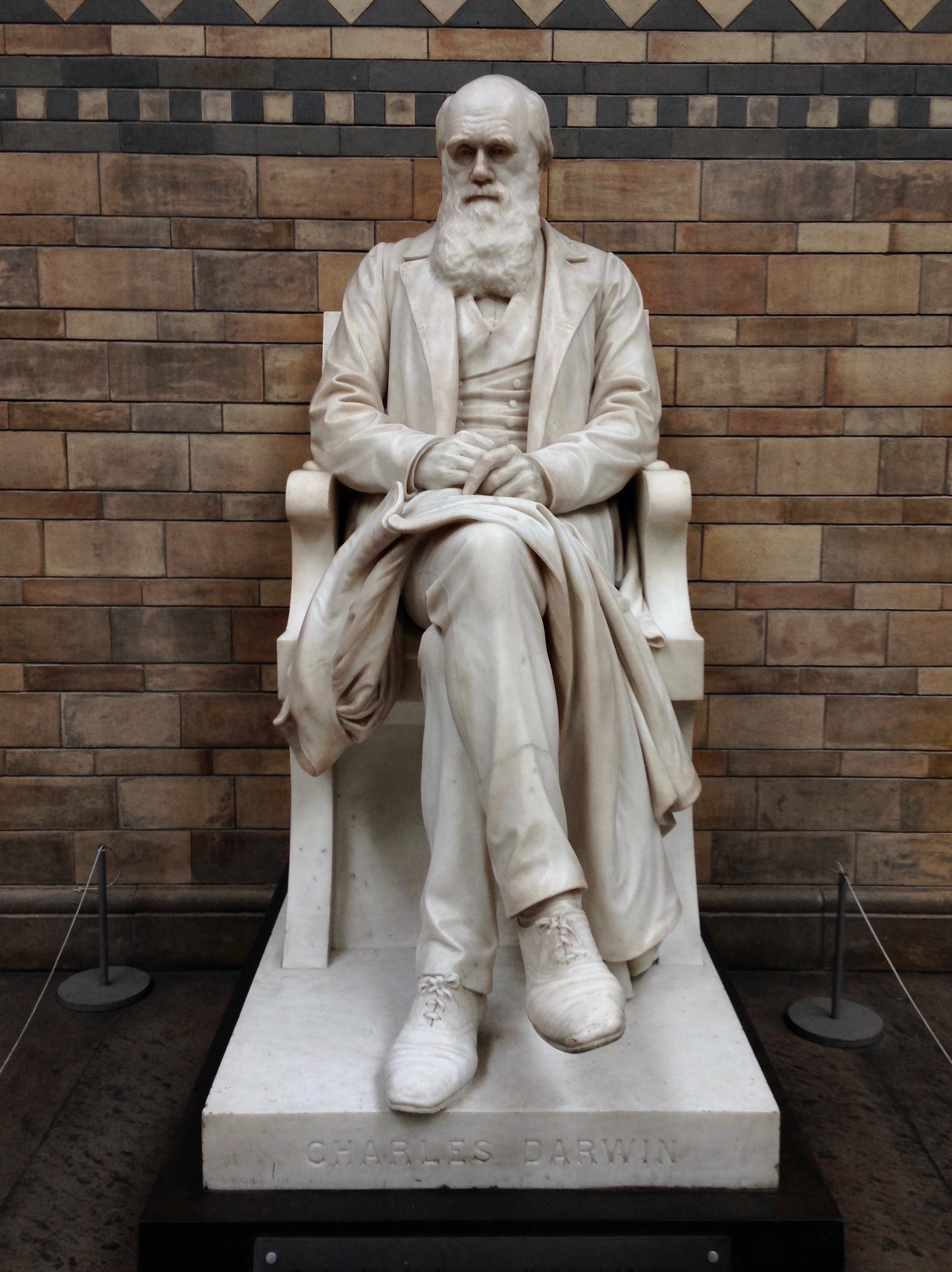
Standbeeld van Charles Darwin in de centrale hal, door Joseph Boehm

De basis van de collectie werd gelegd door Hans Sloane (1660-1753), een dokter uit Ulster die zijn aanzienlijke collecties voor veel minder dan de toenmalige marktwaarde liet verkopen aan de Britse overheid. Deze aankoop werd met een loterij bekostigd. De collectie van Sloane, die onder andere gedroogde planten en menselijke en dierlijke skeletten bevatte, werd in 1756 in eerste instantie bewaard in Montagu House in Bloomsbury waar het British Museum was gevestigd.
In de eerste decennia van de negentiende eeuw was het grootste gedeelte van Sloanes collectie weg. Dr. George Shaw, tussen 1806 en 1813 het hoofd van de afdeling natuurhistorie, verkocht veel stukken aan de Royal College of Surgeons en verbrandde regelmatig materialen op het museumterrein. Zijn opvolgers vroegen ook toestemming aan de bestuursleden om verrotte specimens te vernietigen. In het jaarverslag van 1833 stond dat geen van de 5.500 insecten in de catalogus van Sloane nog aanwezig waren. De natuurhistorische afdelingen werden er berucht om dat ze hun stukken niet wisten te behouden en de afdeling financiën vertrouwde hen geen door de overheid bekostigde museumstukken meer toe. Medewerkers werden benoemd op basis van vriendjespolitiek; in 1962 werd de neef van de minnares van een bestuurslid benoemd tot assistent entomologie, ondanks het feit dat hij het verschil tussen een vlinder en een mot niet kende.
J.E. Gray, tussen 1840 en 1874 hoofd zoölogie, klaagde over het veel voorkomen van psychische stoornissen onder de medewerkers: George Shaw dreigde alle schelpen die niet in de 12e editie van de Systema naturae van Linneaus stonden te verbrijzelen onder zijn voet. Iemand anders verwijderde alle labels en registratienummers van de entomologische casussen van een rivaal. Het museum kocht de enorme collectie van conchylioloog Hugh Cuming, maar toen de vrouw van Gale de open dienbladen tijdens een storm door de binnenplaats droeg, werden alle labels weggeblazen. Naar zeggen is de collectie nooit teruggevonden.
Het toenmalige hoofd van de bibliotheek, Antonio Panizzi, had een totale minachting voor de natuurhistorische afdelingen en wetenschap in het algemeen. Het algemeen publiek werd niet aangespoord om de natuurhistorische tentoonstellingen te bezoeken. In 1835 verklaarde Henry Ellis voor een speciaal comité van het Britse parlement dat zijn beleid volledig was goedgekeurd door het hoofd van de bibliotheek en zijn superieuren.
Veel van deze fouten werden rechtgezet door paleontoloog Richard Owen, die in 1856 als opzichter van de natuurhistorische afdelingen van het British Museum werd aangesteld. Over de door Owen doorgevoerde veranderingen schreef Bill Bryson: 'Door van het National History Museum een instituut voor iedereen te maken, transformeerde Owen onze verwachtingen van waar musea voor dienen.'

## Planning en architectuur
Owen realiseerde zich dat de natuurhistorische afdelingen meer ruimte nodig hadden en dat betekende dat er een apart gebouw moest komen; het terrein van het British Museum was te beperkt. Er werd land in South Kensington aangekocht en in 1864 werd een competitie gehouden om het nieuwe museum te ontwerpen. De winnende inzending werd gemaakt door bouwkundig ingenieur Captain Francis Fowke die kort erna zou overlijden. De bouwplannen werden overgenomen door Alfred Waterhouse die de afgesproken plannen aanzienlijk aanpaste en de gevels in zijn eigen Romaanse stijl ontwierp – geïnspireerd door zijn frequente bezoeken aan het Europese vasteland. In het oorspronkelijke ontwerp had het hoofdgebouw aan weerszijden vleugels, maar vanwege het budget werd hier snel van afgezien. Op de plaats waar de vleugels gestaan zouden hebben, staan nu de Earth Galleries en het Darwin Centre.
De bouw begon in 1873 en werd in 1880 afgerond. Het nieuwe museum werd in 1881 geopend, maar de verhuizing uit het oude museum duurde tot 1883.
Voor zowel het interieur als het exterieur van het gebouw werd een uitbundig aantal tegels van terracotta gebruikt om het effect van de grote hoeveelheid roet in victoriaans Londen tegen te gaan. Deze tegels werden geproduceerd door Gibbs and Canning Limited in de stad Tamworth. Op de tegels en bakstenen staan reliëfafbeeldingen van flora en fauna, specifiek de levende en uitgestorven soorten die respectievelijk in de westelijke en oostelijke vleugels zijn tentoongesteld. Deze nadrukkelijke tweedeling werd verzocht door Richard Owen; volgens sommigen drukte hij hiermee de afkeur uit die hij toentertijd had voor Darwin, of in ieder geval diens pogingen om met behulp van de evolutietheorie verbindingen te leggen tussen levende en uitgestorven soorten.
De middenas van het gebouw staat op een lijn met de toren van de Imperial College London (voorheen het Imperial Institute), de Royal Albert Hall en het Albert Memorial richting het noorden. Deze maken deel uit van het complex dat bekend staat als Albertopolis.

## Splitsing van het British Museum
Na de opening bleef het Natural History Museum wettelijk gezien een afdeling van het British Museum met de formele naam 'British Museum (Natural History)', meestal afgekort als 'B.M.(N.H.)'. In 1866 werd door de wetenschappelijk organisaties Royal Society, Linnean Society en de Zoological Society een petitie gericht aan de Britse minister van financiën. Hierin werd, ook door natuuronderzoekers als Charles Darwin, Alfred Russel Wallace en Thomas Huxley gevraagd om het museum onafhankelijk te verklaren van het bestuur van het British Museum. Deze kwestie werd bijna honderd jaar hevig bediscussieerd. Uiteindelijk werd het British Museum (Natural History), na het doorvoeren van de British Museum Act in 1963, een onafhankelijk museum met zijn eigen raad van toezicht, hoewel de oude naam – ondanks een door het House of Lords voorgestelde toevoeging aan de wet – werd behouden. In 1989 hernoemde het museum zich publiekelijk als The Natural History Museum en werd de naam British Museum (Natural History) niet meer gebruikt in promotiemateriaal en boeken voor een algemeen publiek. Pas na de Museums and Galleries Act in 1992 werd de naam van het museum formeel veranderd in The Natural History Museum.

## Geological Museum
In 1986 nam het museum het naastgelegen Geological Museum over van de British Geological Survey dat lange tijd concurrent was voor de beperkte ruimte in de omgeving. Het Geological Museum werd wereldwijd beroemd vanwege tentoonstellingen zoals een model van een actieve vulkaan en een aardbevingsmachine (ontworpen door James Gardner). Het was ook de locatie van 's werelds eerste met hulp van computers gemaakte tentoonstelling ('Treasures of the Earth'). De zalen van het museum werden in 1996 volledig herbouwd en heropend onder de naam 'The Earth Galleries'. De andere tentoonstellingen in het Waterhouse-gebouw werden hernoemd naar 'The Life Galleries'. De mineralogie-tentoonstellingen van het Natural History Museum zelf zijn grotendeels onveranderd en zijn nog steeds een voorbeeld van de 19e-eeuwse expositietechnieken van het Waterhouse-gebouw.
Het ontwerp van het centrale atrium, bedacht door Neal Potter, voorkwam dat bezoekers de bovenste zalen zouden overslaan. Zij worden als het ware door een uit willekeurig gevormde platen gebouwde aarde heen 'getrokken' via een roltrap. In het nieuwe ontwerp werden de muren bedekt met gerecycled leisteen en werden afbeeldingen van de belangrijkste sterren en planeten in de muur gezandstraald. De 'sterren' onder de geologische tentoonstellingen van het museum zijn in de muren tentoongesteld. Zes iconische figuren kijken uit over discussies over hoe vorige generaties naar de wereld keken. Deze werden eind 2015 vervangen door het geraamte van een stegosaurus.

## Darwin Centre
Het Darwin Centre, vernoemd naar Charles Darwin, werd ontworpen als nieuwe huisvesting voor de collectie van tientallen miljoenen specimens op sterk water. Het bood ook nieuwe werkruimte voor onderzoekers en mogelijkheden voor nieuwe educatieve ervaringen voor bezoekers. Het werd in twee verschillende stadia gebouwd; met twee nieuwe gebouwen naast het Waterhouse-gebouw is dit het grootste bouwproject in de geschiedenis van het museum.

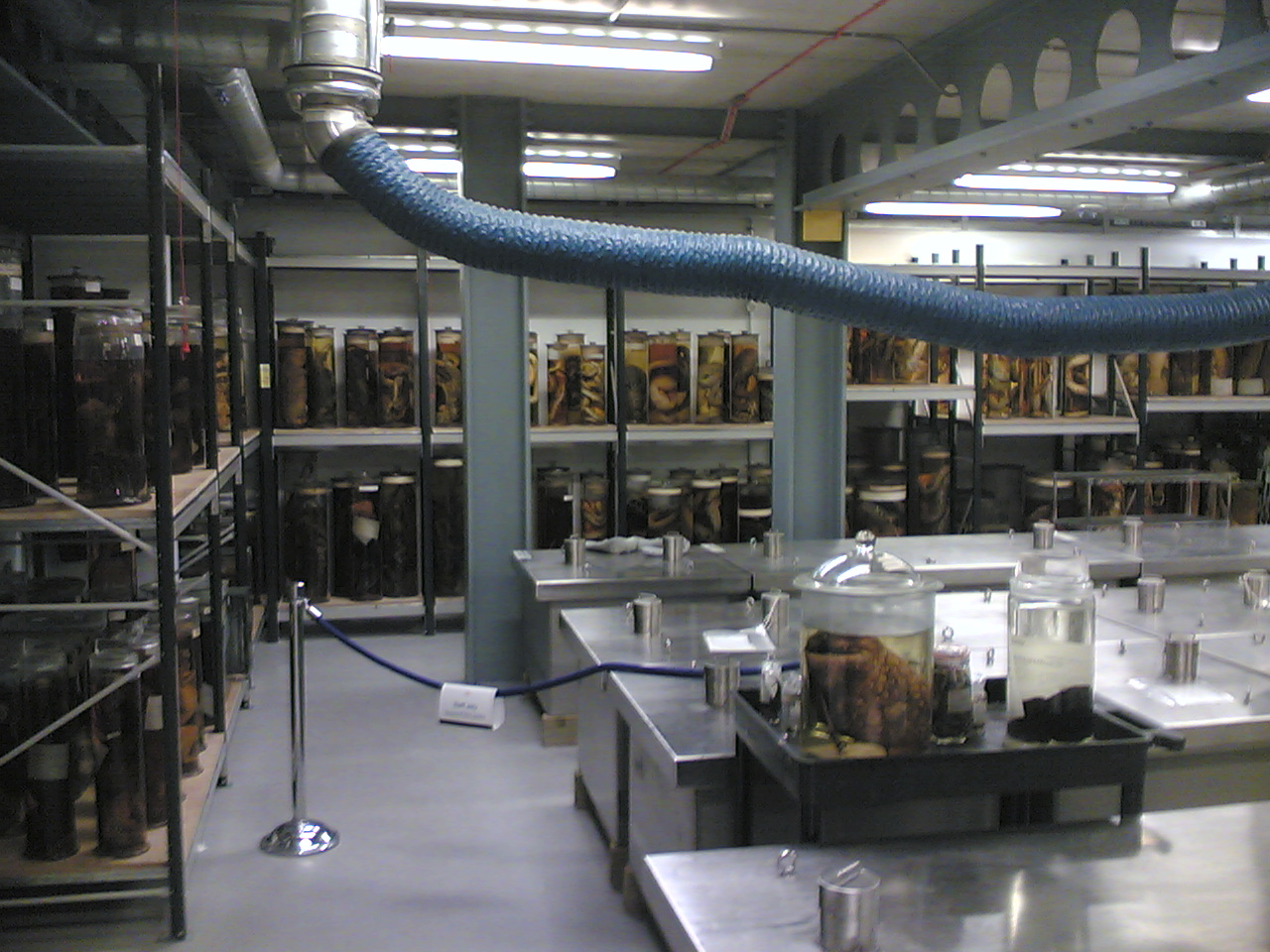
Achter de schermen. In de Tank Room van het eerste fasegebouw worden grotere vissen bewaard dan in de alcoholvaten.

De eerste fase van het Darwin Centre opende in 2002 voor publiek. Het huisvest de 'sterke-drankcollecties' van de zoölogieafdeling, in alcohol gepreserveerde organismen. De tweede fase werd in september 2008 onthuld en in september 2009 geopend voor publiek. Het ontwerp kwam van de Deense architectuurfirma C. F. Møller Architects en is een acht verdiepingen hoge cocon waarin de 'droge collecties' – de entomologische en botanische collecties – te vinden zijn. Bezoekers kunnen ook de niet-tentoongestelde stukken 'achter de schermen' van het museum bekijken tijdens tours.
Het beroemdste wezen in het Darwin Centre is waarschijnlijk de 8,62 meter lange reuzeninktvis, die liefkozend Archie wordt genoemd.

## Attenborough Studio

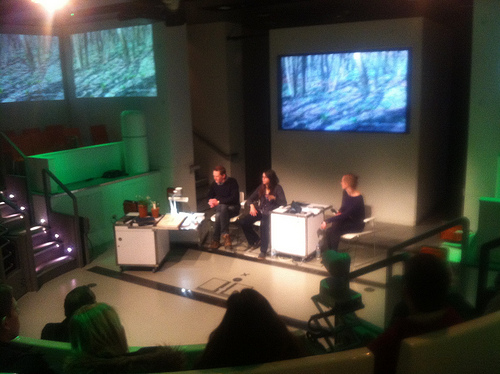
Nature Live-evenement in de Attenborough Studio op 23 januari 2012

Als onderdeel van de inspanningen van het museum om wetenschappelijk onderwijs en natuurbehoud te promoten, zal een nieuwe multimediastudio een belangrijk deel uitmaken van de tweede fase van het Darwin Centre. In samenwerking met National History Unit van de BBC – dat het grootste archief van natuurhistorische beelden bezit – verzorgt de Attenborough Studio (vernoemd naar presentator Sir David Attenborough) een met multimedia gevulde plek voor educatieve evenementen. De studio is van zins om de dagelijkse lezingen en demonstraties voort te blijven zetten.

## Belangrijke specimens en tentoonstellingen
Een van de beroemdste – en zeker meest prominente – tentoonstellingen was 'Dippy', de 32 meter lange replica van het skelet van een Diplodocus carnegii die vele jaren in de centrale hal stond. Het gegoten geraamte werd cadeau gedaan door de Schots-Amerikaanse ondernemer Andrew Carnegie na een discussie met Koning Eduard VII – toen zeer actief als bestuurslid van het British Museum. Het gietwerk kostte Carnegie £ 2000; het geraamte van het Carnegie Museum of Natural History in Pittsburgh stond model voor Dippy. De onderdelen werden in 36 kratten naar Londen verzonden; de onthulling op 12 mei 1905 werd met veel aandacht van publiek en media ontvangen. Het echte fossiel was nog niet gemonteerd omdat het Carnegie Museum nog in aanbouw was. Naarmate Dippy meer bekendheid kreeg, liet Carnegie meer replica's maken om in de meeste Europese hoofdsteden, alsmede Midden- en Zuid-Amerika, te laten tentoonstellen. Dippy werd het meest bekeken dinosauriërgeraamte ter wereld. De dinosaurus werd al snel een mascotte voor het museum en kwam regelmatig voor in tekenfilms en andere media – bijvoorbeeld in de komische film One of Our Dinosaurs Is Missing van Disney uit 1975. Na 112 jaar tentoongesteld te hebben gestaan werd de replica aan het begin van 2017 weggehaald en vervangen door een authentiek skelet van een jonge blauwe vinvis. In 2018 wordt Dippy in verschillende Britse musea tentoongesteld.

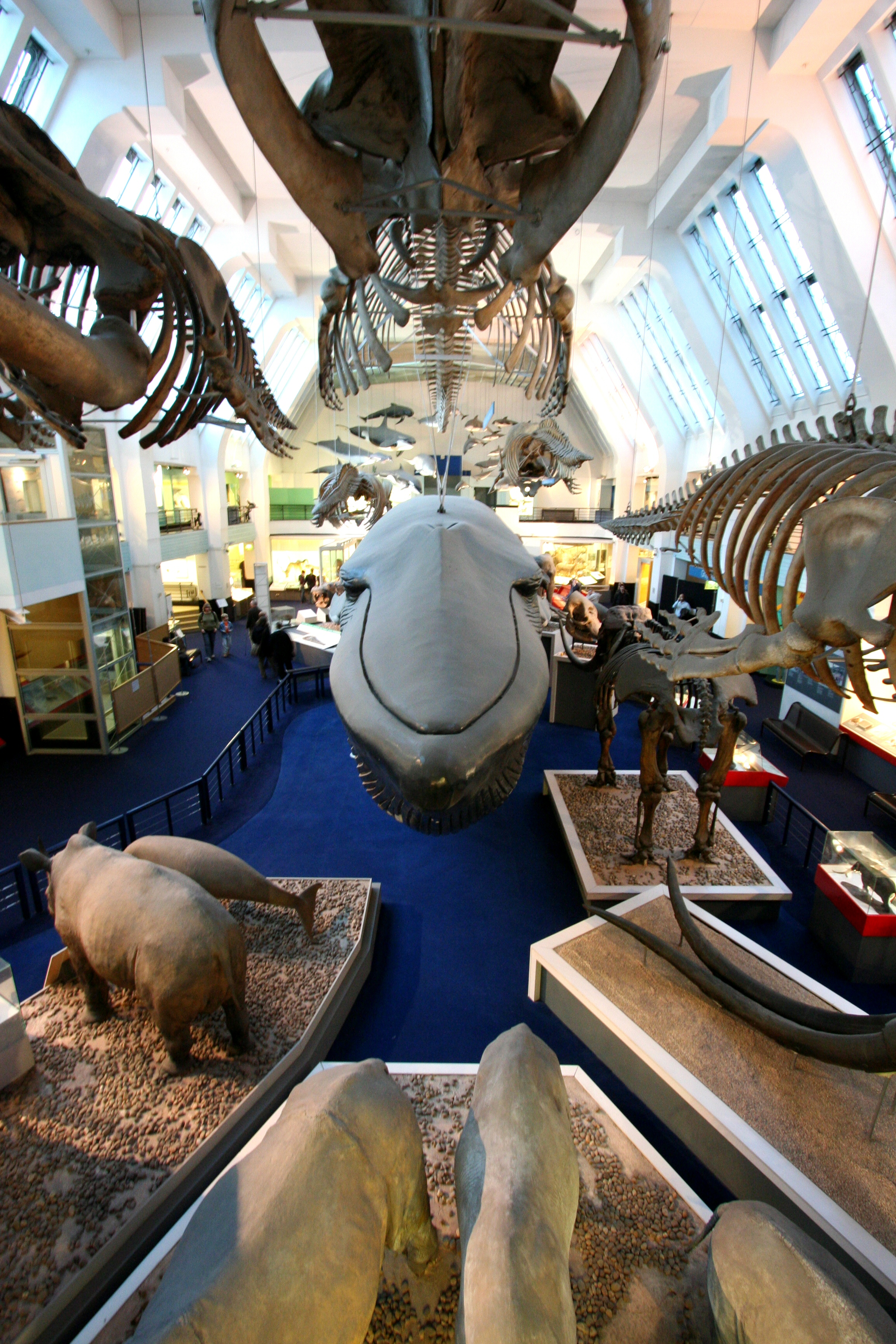
Uitzicht vanaf het balkon van de Large Mammals Hall

Het walvisgeraamte waardoor Dippy werd vervangen is ook een iconische tentoonstelling in het museum. De eerste tentoonstelling van de 25 meter lange en 10 ton wegende vinvis was in 1934, toen de aanbouw van de New Whale Hall (nieuwe walvishal, nu de Large Mammals Hall ofwel grote zoogdierenhal) dit mogelijk maakte. De walvis strandde in 1891 op zandbanken in de monding van Wexford Harbour in Ierland na verwond te zijn door walvisjagers. Zijn geraamte lag 42 jaar lang in opslag. Rond deze tijd werd ook gedacht aan een vinvismodel van ware grootte; hier werd aan gewerkt in de Whale Hall zelf. Omdat een mal van zo'n groot dier onbetaalbaar zou zijn, werd het bouwwerk stukje voor stukje bij elkaar gepuzzeld met behulp van schaalmodellen. Tijdens de aanbouw maakten bouwvakkers een luik in de buik van de walvis waarachter ze geheime rookpauzes namen. Voordat het luik permanent werd gesloten, werden enkele munten en een telefoonboek in de walvis achtergelaten. Hierdoor begon het broodjeaapverhaal dat er ook een tijdcapsule werd achtergelaten. De bouw vond geheel in de hal en voor publiek plaats en werd in 1938 afgerond. Met een lengte van 28,3 meter was het toen het grootste model van zijn soort ter wereld. De details van de bouw werden later overgenomen door verschillende Amerikaanse musea die de schaal van de ontwerpen verder vergrootten. De uitvoering van het verwijderen van Dippy en het plaatsen van het walvisgeraamte was te zien in een speciale uitzending van de BBC, genaamd 'Horizon: Dippy and the Whale' met commentaar van David Attenborough. Het programma werd uitgezonden op BBC Two op 13 juli 2017, een dag voordat het skelet officieel werd onthuld aan publiek.

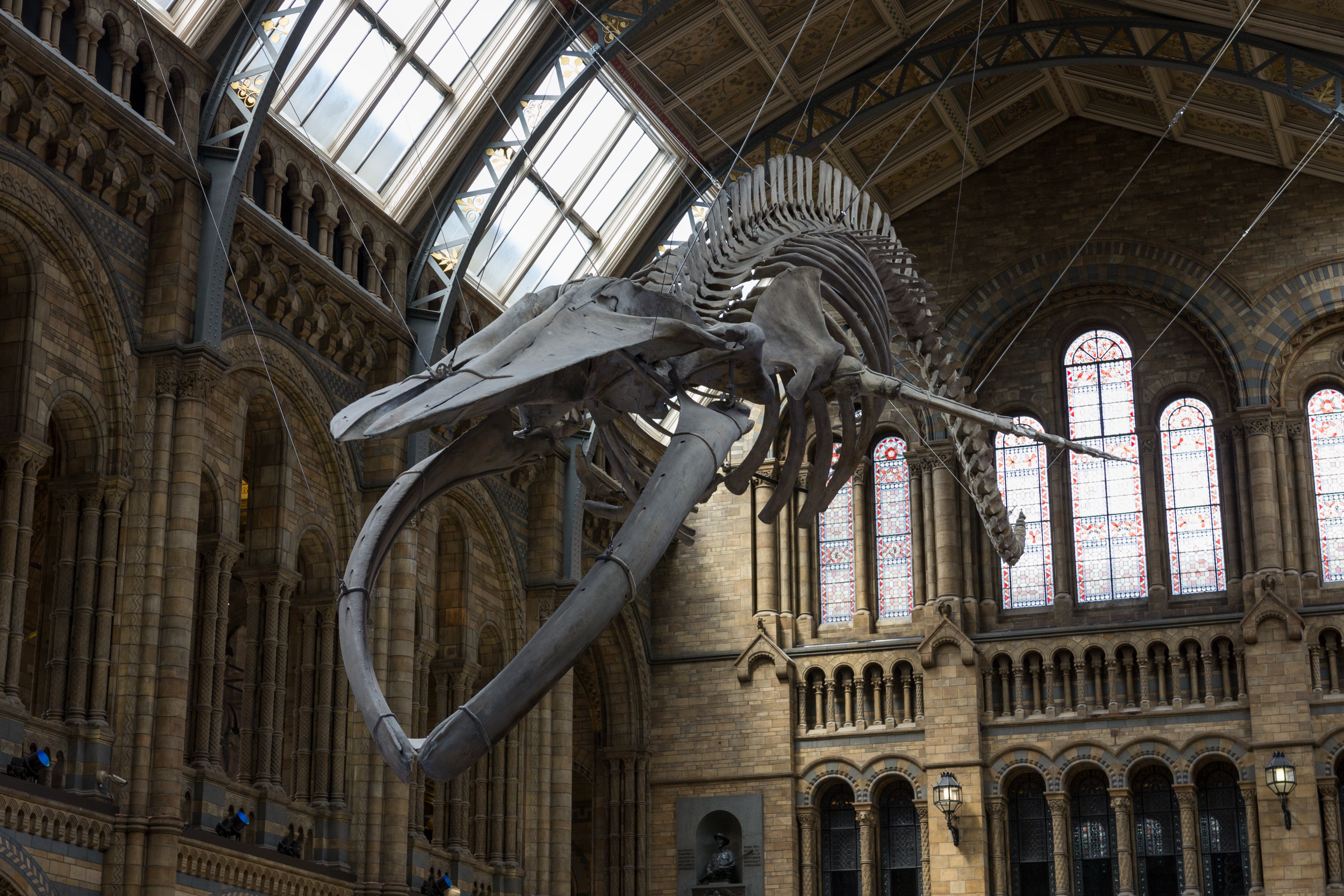
Een blauwe vinvis in de Hintze Haal in 2017

Het Darwin Centre huisvest Archie, een acht meter lange reuzeninktvis die in 2004 levend werd gevangen in een visnet bij de Falklandeilanden. De inktvis staat niet voor algemeen publiek tentoongesteld, maar is te zien in de ruimte voor grote opslagtanks in de kelder van het oudste gebouw van het Darwin Centre. Na aankomst bij het museum werd het specimen direct ingevroren en begonnen voorbereidingen voor zijn permanente opslag. Omdat er weinig complete en relatief intacte kadavers van de soort bestaan, werd ervoor gekozen om de inktvis 'nat' op te slaan en is het dier niet ontleed. Er werd een 9,45 meter lange tank van acrylvezel gebouwd (door hetzelfde team dat ook tanks aan kunstenaar Damien Hirst levert). De kadaver wordt gepreserveerd in een mengsel van formaline en zoutoplossing.
Het museum is in bezit van de stoffelijke overschotten van de 'River Thames Whale', de noordelijke butskopwalvis die op 20 januari 2006 verdwaald raakte en de rivier de Theems inzwom. Hoewel het vooral voor onderzoek gebruikt wordt en opgeslagen lag op de opslaglocatie van het museum in de wijk Wandsworth, is het geraamte van de walvis tijdelijk tentoongesteld.
Dinocochlea, een van de oudste paleontologische mysteries (eerst werd het voor een enorm slakkenhuis aangezien, toen voor versteende uitwerpselen en nu voor de tunnel van een worm die later is versteend) is sinds de ontdekking in 1921 onderdeel van de collectie.
Op het westelijke gazon van het museum is een heemtuin, waar in 2007 een mogelijke nieuwe insectensoort, vergelijkbaar met Arocatus roeselii, werd ontdekt.

## Tentoonstellingsruimten

### Rode Zone

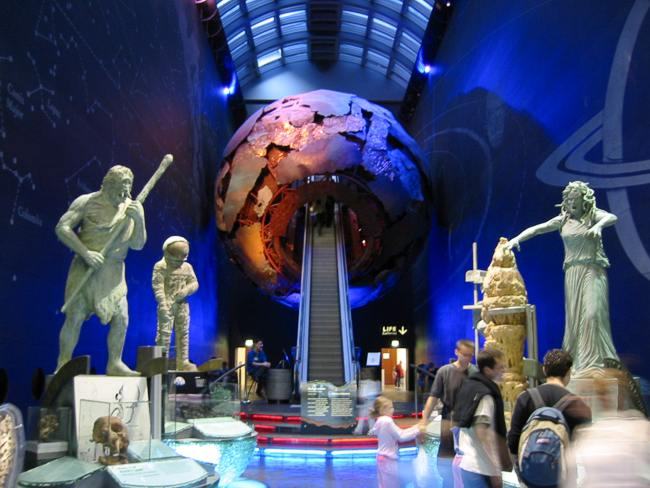
De ingang van de Earth Lab-zaal in 2002

Deze zone is toegankelijk via Exhibition Road aan de oostzijde van het gebouw. Het thema van de tentoonstellingsruimte is de veranderende geschiedenis van de aarde. De Earth Lab-zaal richt zich op geologie en bevat specimens van fossielen, mineralen en stenen. Het laboratoriumgebied is alleen toegankelijk voor groepen en na reservering en geeft een interactieve invulling door microscopen beschikbaar te stellen. Dit is de enige zaal in de Rode Zone waar niet vrij ingelopen kan worden. Earth's Treasury (de schatkist van de aarde) toont specimens van stenen, mineralen en edelstenen achter glas in een zwak verlichte ruimte. Lasting Impressions (blijvende indrukken) is een kleine ruimte met specimens van stenen, planten en mineralen die voor het grootste gedeelte aangeraakt mogen worden.
- Earth Lab
- Earth's Treasury
- Lasting Impressions
- Restless Surface (onrustige oppervlakte)
- Earth Today and Tomorrow (de aarde vandaag en morgen, sluit binnenkort)
- From the Beginning (vanaf het begin)
- Volcanoes and Earthquakes (vulkanen en aardbevingen)
- Visions of Earth (beelden van de aarde)
- The Waterhouse Gallery (tijdelijke expositieruimte)

### Groene Zone
- Birds (vogels)
- Creepy Crawlies (geleedpotigen)
- Ecology (ecologie)
- Fossil Marine Reptiles (fossielen van zeereptielen)
- Giant Sequoia en Hintze Hall (voorheen de Central Hall)
- Minerals (mineralen)
- The Vault (de kluis)
- Investigate (onderzoek het)

### Blauwe Zone
- Dinosaurs (dinosauriërs)
- Fish, Amphibians and Reptiles (vissen, amfibieën en reptielen)
- Human Biology (menselijke biologie)
- Images of Nature (beelden van de natuur)
- De Jerwood Gallery (tijdelijke expositieruimte)
- Marine Invertebrates (ongewervelden uit de zee)
- Mammals (zoogdieren)
- Mammals, Blue whale (zoogdieren, blauwe vinvis)
- Treasures (schatten), in de Cadogan Gallery

### Oranje Zone
- Wildlife Garden (heemtuin)
- Darwin Centre

## Educatie
Het museum verzorgt een serie programma's voor educatie en interactie met publiek. Een voorbeeld is het zeer goed ontvangen 'How Science Works' (hoe wetenschap werkt), een actieve workshop voor scholieren waarin wordt laten zien hoe microfossielen worden gebruikt bij geologisch onderzoek. Het museum speelde er ook een grote rol in dat het natuurgebied Jurassic Coast in de Engelse graafschappen Devon en Dorset op de UNESCO Werelderfgoedlijst terechtkwam. Het is sindsdien een belangrijke partner van het Fossil Festival in de plaats Lyme Regis.
In 2005 begon het museum een project om personages te introduceren die bepaalde vitrines 'bewaken', waaronder getrouwe kopieën van inspirerende figuren als Carl Linnaeus, Mary Anning, Dorothea Bate en William Smith. Ze vertellen verhalen over hun leven en ontdekkingen, en proberen de bezoekers te verrassen.
In 2010 werd in het museum de zesdelige BBC-documentaire 'Museum of Life' gefilmd waarin de geschiedenis en het werk achter de schermen van het museum wordt getoond.

## Onderzoek en ontwerp van tentoonstellingen
Het Natural History Museum combineert zijn biowetenschappelijke en aardwetenschappelijke collecties met gespecialiseerde kennis in taxonomie, systematiek, biodiversiteit, natuurlijke hulpbronnen, planeetwetenschappen, evolutie en gegevensverwerking om specifieke wetenschappelijke vragen te beantwoorden. In 2011 werd onder leiding van het museum de 'Bumblebee Specialist Group' van natuurbeschermingsorganisatie International Union for Conservation of Nature and Natural Resources opgericht. Deze wordt voorgezeten door Dr. Paul H. Williams en dient om de risicostatus van verschillende soorten hommels rond de wereld te bepalen met behulp van een rode lijst.

## Natural History Museum in Tring
Het Natural History Museum heeft ook een tweede locatie, in de plaats Tring in het graafschap Hertfordshire. Het werd gebouwd door plaatselijke excentriekeling Lionel Walter Rothschild, waarna Natural History Museum het in 1938 overnam. In 2007 werd aangekondigd dat het museum Natural History Museum at Tring ging heten, maar de oorspronkelijke naam (Walter Rothschild Zoological Museum) wordt nog volop gebruikt.

## Samenwerkingen
De Botany Library ('botanische bibliotheek') van het museum is aangesloten bij de Council on Botanical and Horticultural Libraries, een internationale organisatie van individuen, organisaties en instituten die zich bezighoudt met de ontwikkeling, het onderhouden en het gebruik van bibliotheken met botanische literatuur en literatuur over tuinen. Deze bibliotheek is tevens aangesloten bij de European Botanical and Horticultural Libraries Group (EBHL), een organisatie die zich richt op de promotie en facilitatie van samenwerking en communicatie tussen personen die werken in botanische en horticulturele bibliotheken, archieven en gerelateerde instituten in Europa.
Het museum werkt samen met de Missouri Botanical Garden en de Universidad Nacional Autónoma de México mee aan de Flora Mesoamericana, een samenwerkingsproject dat is gericht op het in kaart brengen en beschrijven van de vaatplanten van Meso-Amerika.
Het museum is aangesloten bij de Biodiversity Heritage Library (BHL), een samenwerkingsproject dat is gericht op het digitaliseren en beschikbaar stellen via open access van literatuur met betrekking tot biodiversiteit. Ook is het museum partner van de Encyclopedia of Life, een online project dat een overzicht wil geven van alle bekende soorten organismen.

## In fictie
- Het museum is een prominente locatie in het kinderboek Stoneheart van Charlie Fletcher. Het hoofdpersonage, George Chapman, sluipt naar buiten als hij straf krijgt op een schooluitje. Hij breekt een kleine stenen drakenkop van een reliëf af, en wordt achternagezeten door een pterodactylus die uit een standbeeld op het dak tot leven komt.
- Het museum is de hoofdlocatie van Rattle His Bones, de achtste mysterieroman over Daisy Dalrymple van Carola Dunn. Het verhaal gaat over een moord en juwelenroof die plaatsvinden terwijl Dalrymple voor een Amerikaanse uitgever bezig is met een verhaal over het museum.
- Het museum speelt een belangrijke rol in de Disney-speelfilm One of Our Dinosaurs Is Missing, die zich afspeelt in Londen. De dinosaurus uit de titel is een skelet dat wordt gestolen uit het museum en een groep onverschrokken kinderjuffen verstopt zich in de mond van het blauwe vinvismodel. In werkelijkheid is dit een speciaal gemaakt rekwisiet. De kinderjuffen kijken door de tanden van de walvis, maar blauwe vinvissen zijn baleinwalvissen en hebben geen tanden. Ook speelt de film zich af in de jaren 20, toen het blauwe vinvismodel nog niet was gebouwd.
- In de roman Kraken: An Anatomy van de Britse fantasy-auteur China Miéville wordt reuzeninktvis Archie uit de Darwin Centre gestolen door een mysterieuze inktvissekte.
- De antagonist van de film Paddington uit 2014 is een preparateur in het museum. Zij ontvoert Paddington met het doel hem te doden en op te zetten, maar wordt tegengehouden door het gezin Brown na achtervolgingsscènes in het interieur en op het dak van het museum.
- In de eerste aflevering van het derde seizoen van de televisieserie Penny Dreadful (2014-2016) bezoekt het hoofdpersonage Vanessa Ives (Eva Green) het museum nadat haar psychotherapeut haar heeft aangeraden eens 'naar een bijzondere plek te gaan'. Ze ontmoet daar Dr. Alexander Sweet (Christian Camargo), een zoöloog en hoofd zoölogisch onderzoek in het museum. Het museum was regelmatig te zien in volgende afleveringen naarmate de relatie tussen Vanessa en Dr. Sweet opbloeide.